# Okręg wyborczy Yarmouth (Isle of Wight)
Okręg wyborczy Yarmouth (Isle of Wight) powstał w 1584 r. i wysyłał do angielskiej, a następnie brytyjskiej, Izby Gmin dwóch deputowanych. Okręg obejmował parafię Yarmouth na wyspie Wight. Został zlikwidowany w 1832 r.

## Deputowani do brytyjskiej Izby Gmin z okręgu Yarmouth (Isle of Wight)

### Deputowani w latach 1584–1660
- 1604–1611: Thomas Cheeke
- 1604–1611: Arthur Bromfield
- 1614: Thomas Cheeke
- 1621–1622: Arthur Bromfield
- 1621–1622: Thomas Risley
- 1640: William Oglander
- 1640: John Bulkeley
- 1640–1653: Philip Sidney, wicehrabia L'Isle
- 1640–1648: John Leigh
- 1659: John Sadler
- 1659: Richard Lucy
- 1659–1660: Philip Sidney, wicehrabia L'Isle

### Deputowani w latach 1660–1832
- 1660–1660: Philip Sidney, wicehrabia L'Isle
- 1660–1661: John Leigh
- 1660–1678: Richard Lucy
- 1661–1679: Edward Smythe
- 1678–1679: Thomas Lucy
- 1679–1681: Richard Mason
- 1679–1681: Thomas Wyndham
- 1681–1685: Lemuel Kingdon
- 1681–1685: Thomas Littleton
- 1685–1689: Thomas Wyndham
- 1685–1689: William Hewer
- 1689–1690: Robert Holmes
- 1689–1690: Fitton Gerard
- 1690–1695: John Trevor, torysi
- 1690–1695: Charles Duncombe, torysi
- 1695–1717: Henry Holmes
- 1695–1710: Anthony Morgan
- 1710–1715: Gilbert Dolben
- 1715–1717: Robert Raymond, torysi
- 1717–1727: Anthony Morgan
- 1717–1721: Theodore Janssen
- 1721–1722: William Plumer
- 1722–1725: Thomas Stanwix
- 1725–1733: Maurice Morgan
- 1727–1736: Paul Burrard
- 1733–1734: Maurice Bocland
- 1734–1737: lord Harry Powlett, wigowie
- 1736–1744: Thomas Gibson
- 1737–1741: Anthony Chute
- 1741–1747: Maurice Bocland
- 1744–1747: Robert Carteret
- 1747–1765: Thomas Holmes, wigowie
- 1747–1762: Henry Holmes
- 1762–1768: Jeremiah Dyson, torysi
- 1765–1768: John Eames
- 1768–1769: William Strode
- 1768–1769: Jervoise Clarke, wigowie
- 1769–1774: Thomas Dummer
- 1769–1774: George Lane Parker
- 1774–1775: Edward Meux Worsley
- 1774–1779: Jervoise Clarke Jervoise, wigowie
- 1775–1780: James Worsley
- 1779–1780: Robert Kingsmill
- 1780–1787: Edward Morant
- 1780–1781: Edward Rushworth
- 1781–1784: Thomas Rumbold
- 1784–1790: Philip Francis
- 1787–1791: Thomas Clarke Jervoise
- 1790–1791: Edward Rushworth
- 1791–1796: John Fleming Leicester
- 1791–1808: Jervoise Clarke Jervoise, wigowie
- 1796–1797: Edward Rushworth
- 1797–1802: William Peachy
- 1802–1803: James Patrick Murray
- 1803–1803: Charles Macdonnell
- 1803–1804: Henry Swann, torysi
- 1804–1804: John Delgarno
- 1804–1806: Home Riggs Popham
- 1806–1806: David Scott
- 1806–1807: Thomas William Plummer
- 1807–1807: William Orde-Powlett
- 1807–1812: John Orde
- 1808–1808: Benjamin Cooke Griffinhoofe
- 1808–1808: John Delgarno
- 1808–1810: George Annesley, wicehrabia Valentia
- 1810–1812: Thomas Myers
- 1812–1817: Richard Wellesley
- 1812–1816: Henry Conyngham Montgomery
- 1816–1818: John Leslie Foster, torysi
- 1817–1818: Alexander Maconochie, torysi
- 1818–1818: John Copley, torysi
- 1818–1819: John Taylor, torysi
- 1818–1819: William Mount, torysi
- 1819–1826: Peter Pole, torysi
- 1819–1820: John Wilson Croker, torysi
- 1820–1821: Theodore Henry Broadhead, torysi
- 1821–1826: Theodore Henry Lavington Broadhead, torysi
- 1826–1827: Thomas Hamilton, lord Binning, torysi
- 1826–1830: Joseph Phillimore, torysi
- 1827–1830: Thomas Wallace, torysi
- 1830–1831: William Yates Peel, torysi
- 1830–1831: George Lowther Thompson, torysi
- 1831–1832: Henry Willoughby, wigowie
- 1831–1832: Charles Cavendish, wigowie